# سامسونگ گلکسی بادز لایو

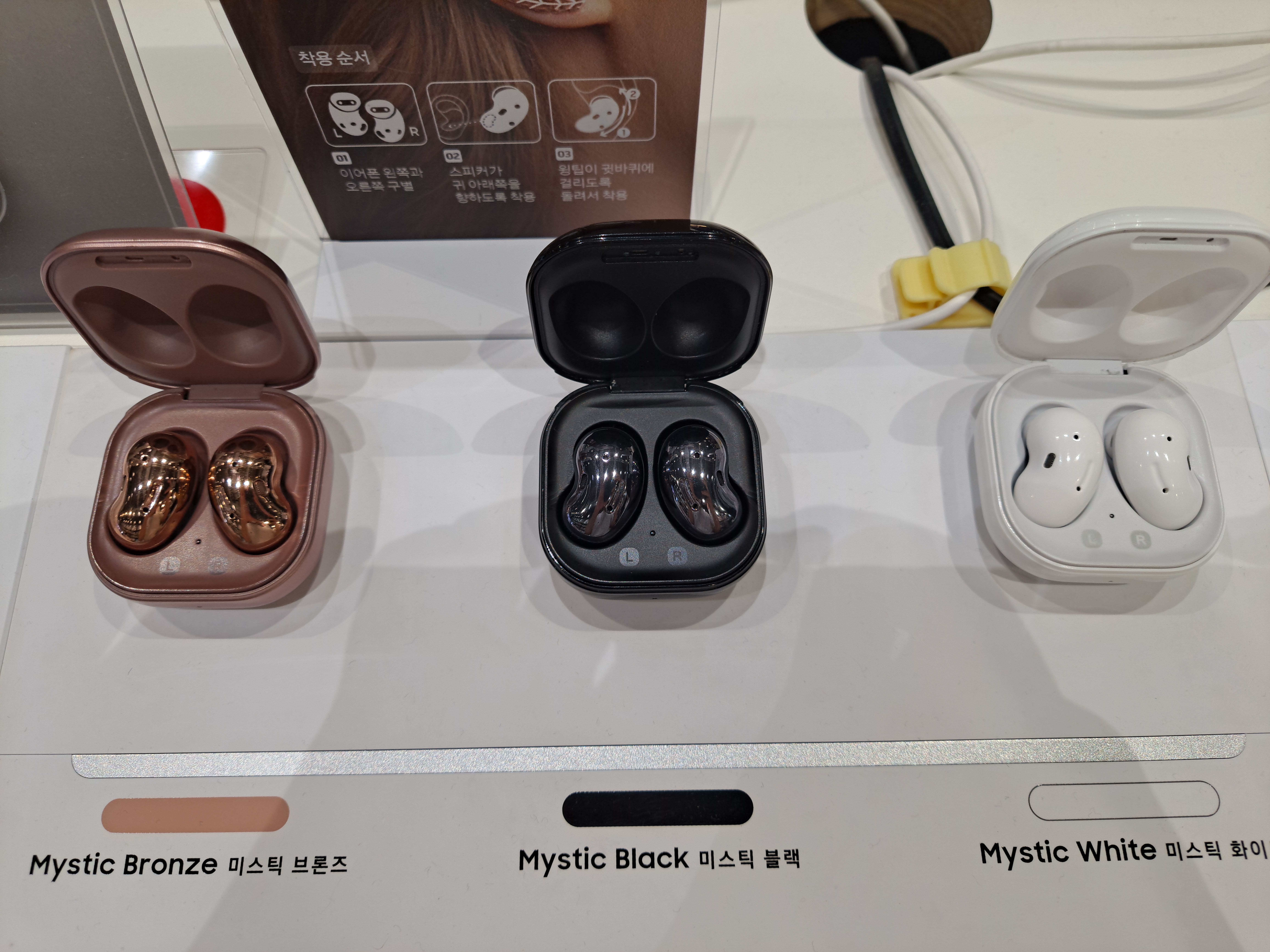
سامسونگ گلکسی بادز لایو

سامسونگ گلکسی بادز لایو (به انگلیسی: Galaxy Buds Live)، آخرین و پیشرفته ترین هدفون ترو وایرلس سامسونگ تا به امروز است که توسط سامسونگ الکترونیکس برای دستگاه های گلکسی سامسونگ منتشر شده است.
گلکسی بادز لایو در تاریخ ۵ آگوست سال ۲۰۲۰ طی یک رویداد مجازی تحت عنوان Galaxy Unpacked بطور رسمی رونمایی شد.

## امکانات و قابلیت‌ها
گلکسی بادز لایو از قابلیت حذف نویز فعال، شکل لوبیا و طراحی ارگونومیک برخوردار است. رنگ‌های سیاه، سفید و میستیک برنز از تنوع رنگ موجود در لاله‌های گوش است. قسمت تحتانی جوانه‌ها به طور مستقیم در داخل مجرای گوش قرار می‌گیرند در حالی که قسمت پشتی قسمت بالایی گوش را پر می‌کند.
سامسونگ گلکسی بادز لایو همچنین از نسخه 5 بلوتوث نیز بهره می‌برد.
سامسونگ در طراحی این ایربادز عملکرد خوبی داشته و بدنه آن توانست استاندارد ضد آب Ipx22 را دریافت کند. این یعنی در مقابل قطرات آب و عرق کردن می‌تواند از خود مقاومت نشان دهد. بنابراین کاربران بدون هیچ نگرانی قادر خواهند بود در انجام کارهای ورزشی نیز این ایربادز را درون گوش خود قرار داده و از آن استفاده کنند.
طبق سامسونگ، بادز لایو می‌تواند به کمک کیس شارژر خود، تا ۱۲۲ ساعت پخش موسیقی کاربران را همراهی کند. بادز لایو اما با کمک کیس می‌تواند تا ۳۸ ساعت روشن بماند و البته این در شرایطی است که قابلیت حذف نویز اکتیو غیرفعال باشد. در غیر این صورت، میزان شارژ آن به ۱۰ ساعت کاهش پیدا می‌کند.
گلکسی بادز لایو از یک درایو ۱۲ میلی‌متری استفاده می‌کند. تنظیم صدا و کارکرد درایو بر عهده شرکت AKG بوده است. تقویت صدای باس از طریق یک کانال مخصوص اِعمال می‌شود.